# ユーゴー・デュミニル＝コパン

ユーゴー・デュミニル＝コパン（Hugo Duminil-Copin, 1985年8月26日 - ）は、確率論を専門とするフランスの数学者。2022年にフィールズ賞を受賞した。

## 経歴
デュミニル＝コパンは、中学校の体育教師の父と、元ダンサーで現在小学校教師の母の息子として生まれ、幼少期はパリ郊外で多くのスポーツをしながら育ち、ハンドボールへの情熱を追求するため初めは体育会系の高校に進学しようと考えていた。最終的に、デュミニル＝コパンは、数学と科学に特化した学校に進学することにし、パリのリセ・ルイ＝ル＝グランに入学、その後高等師範学校 (パリ)、パリ第11大学へと進んだ。数学の証明の厳密さに満足感を覚え、物理学ではなく数学に集中することに決めたが、統計力学上の問題を扱うために数理物理学で用いられるパーコレーション理論に関心を徐々に持ち始めた。2008年、デュミニル＝コパンはスタニスラフ・スミルノフの下で博士論文を執筆するためジェノヴァ大学へ移った。二人はパーコレーション理論と格子内の頂点と辺を用いて流体の流れとそれに伴う相転移をモデル化した。二人は六方格子において可能な自己回避ウォークの数を調べ、組み合わせ論をパーコレーション理論に応用した。この成果は2012年のAnnals of Mathematicsに掲載され、同年デュミニル＝コパンは27歳で博士号を取得した。
ポスドク後の2013年、デュミニル＝コパンはジェノヴァ大学の助教になり、2014年正教授となった。2016年にはフランス高等化学研究所（IHES）の終身教授になった。2019年より、欧州アカデミーの会員である。
2017年より、デュミニル＝コパンは欧州研究会議の主任研究員であり、格子モデルの臨界挙動（Critical behavior of lattice models、略してCriBLam）のグラントを獲得している。デュミニル＝コパンは、CNRSとIHESの共同研究ユニットであるアレクサンドル・グロタンディーク研究室のメンバーである
。 
デュミニル＝コパンの業績は統計物理学の数理分野に集中している。デュミニル＝コパンは確率論に由来する発想を用いてネットワーク上の様々なモデルの臨界挙動を研究している。相転移が起こる臨界点を特定すること、臨界点で何が起こるか、そして臨界点の直上直下の系の挙動に、業績は集中している。強磁性材料における相転移を研究するために使われるイジング模型を解明するために、格子の一部においてある辺の状態が他の辺の状態に影響するような依存性パーコレーション模型について、デュミニル＝コパンは研究している。2011年にはヴァンサン・ベファラと共同で、多数の2次元依存性パーコレーション模型に対する臨界点を決定する公式を与えた。2019年、ヴァンサン・タシオン(Vincent Tassion)とアラン・レウフィ(Aran Raoufi)と共同で、系が臨界点の直下と直上である場合の格子における連結成分のサイズに関する結果を公表した。3人は、臨界点の下では格子の連結成分に頂点が2つある確率は分離距離とともに指数関数的に減衰し、臨界点の上でも類似の結果が成立し、また臨界点の上ではサイズが無限になる連結成分が存在することを示した。デュミニル＝コパンと共同研究者は、「鋭敏性（sharpness）」と名付けたこの特性を、解析学と計算機科学を用いて証明した。デュミニル＝コパンはまた、臨界点自体での相転移の性質、そして様々な状況下で相転移は連続的か非連続的か、についてもポッツ模型の場合を中心に、より深く明らかにした。
デュミニル＝コパンは2次元の依存性パーコレーション模型における共形不変性について研究している。デュミニル＝コパンはこの対称性の存在を証明することで、模型についての多大な情報が導かれるだろうと述べた。2020年、デュミニル＝コパンと共同研究者は、多くの物理系における相の間の境界で回転不変性が存在することを証明した。
デュミニル＝コパンはイジング模型に関する業績に対して、2017年のブレイクスルー賞のNew Horizons in Mathematics Prizeを受賞した。
2022年、デュミニル＝コパンは「統計物理学、特に3次元および4次元の相転移の確率的理論における長年の問題を解決した業績」に対して、フィールズ賞を受賞した。ウェンデリン・ウェルナーはパーコレーション理論の分野の一般化はデュミニル＝コパンの功績だと讃え、「全てがより簡単になり、合理化された。結果はより強力になった。…これらの物理現象の理解はまるまる置き換わった。」と述べた。ウェルナーは、パーコレーション理論における「主要な未解決問題のほとんど半分はデュミニル＝コパンが解いてしまった」と述べた。
デュミニル＝コパンの趣味はスポーツで、研究中にインスピレーションを与えてくれると述べている。結婚しており、娘が一人いる。

## 栄誉
- 2022 フィールズ賞[11][12][13]
- 2019 ドブルシン賞（Dobrushin Prize）[2]
- 2018 リオデジャネイロの国際数学者会議の招待講演者(確率論部会と数理物理学部会)[14]
- 2017 レーベ賞（英語版）[15]
- 2017 ジャック・エルブラン賞（英語版）[16]
- 2017 数学ブレイクスルー賞 New Horizons in Mathematics Prize[7]
- 2016 ヨーロッパ数学会賞[17]
- 2015 国際数理物理学協会（英語版）のEarly Career Award[18]
- 2015 コレージュ・ド・フランスでのペコット講義（英語版）[19]
- 2013 オーバーヴォルファッハ賞[20]
- 2012 ロロ・デイヴィッドソン賞（英語版） (ヴァンサン・ベファラ（フランス語版）と共に)[13]
- 2012 ヴァシュロン＝コンスタンタン賞（Vacheron-Constantin Prize）[21]

## 著作物の一部
- Duminil-Copin, Hugo (2016). Graphical representations of lattice spin models : cours Peccot, Collège de France : janvier-février 2015. ISBN 978-2-36693-022-1. OCLC 987302673
- Duminil-Copin, Hugo; Smirnov, Stanislav (1 May 2012). “The connective constant of the honeycomb lattice equals {\displaystyle {\sqrt {2+{\sqrt {2}}}}}”. Annals of Mathematics 175 (3):  1653–1665. arXiv:1007.0575. doi:10.4007/annals.2012.175.3.14. ISSN 0003-486X.
- Beffara, Vincent; Duminil-Copin, Hugo (18 March 2011). “The self-dual point of the two-dimensional random-cluster model is critical for {\displaystyle q\geq 1}”. Probability Theory and Related Fields (Springer Science and Business Media LLC) 153 (3–4):  511–542. arXiv:1006.5073. doi:10.1007/s00440-011-0353-8. ISSN 0178-8051.
- Duminil-Copin, Hugo; Hammond, Alan (13 October 2013). “Self-Avoiding Walk is Sub-Ballistic”. Communications in Mathematical Physics (Springer Science and Business Media LLC) 324 (2):  401–423. arXiv:1205.0401. Bibcode: 2013CMaPh.324..401D. doi:10.1007/s00220-013-1811-1. ISSN 0010-3616.
- Bauerschmidt, Roland; Duminil-Copin, Hugo; Goodman, Jesse; Slade, Gordon (2012). “Lectures on Self-Avoiding Walks”. MathProblems. arXiv:1206.2092 2022年7月5日閲覧。.

## 更なる読み物
- Chang, Kenneth (2022年7月5日). “Fields Medals in Mathematics Won by Four Under Age 40”. The New York Times. 2022年7月5日閲覧。
- “Le Français Hugo Duminil-Copin remporte la médaille Fields, avec trois autres mathématiciens” (フランス語). leparisien.fr (2022年7月5日). 2022年7月5日閲覧。
- Bischoff, Manon (2022年7月5日). “Fields-Medaille: Mathematik-Preis für 24-dimensionale Kugeln” (ドイツ語). Spektrum der Wissenschaft. 2022年7月5日閲覧。